# Johannes Maria Trilaksyanta Pujasumarta
Johannes Maria Trilaksyanta Pujasumarta (Surakarta, 27 dicembre 1949 – Semarang, 10 novembre 2015) è stato un arcivescovo cattolico indonesiano.

## Biografia
Monsignor Johannes Maria Trilaksyanta Pujasumarta nacque a Surakarta il 27 dicembre 1949 ed era il terzo dei nove figli di Hubertus e Agnes Soekarti Pudjasumarto. Un suo fratello, Ignatius, è un sacerdote gesuita.

### Formazione e ministero sacerdotale
Dopo la scuola elementare, entrò nel seminario minore di Mertoyudan, Magelang, e successivamente nel seminario maggiore "San Paolo" di Yogyakarta per gli studi filosofici e teologici.
Il 25 giugno 1977 fu ordinato presbitero per l'arcidiocesi di Semarang dal cardinale Justinus Darmojuwono. In seguito fu formatore nel seminario minore di Magelang dal 1977 al 1983 e responsabile della commissione per la liturgia dal 1981 al 1983. Nel 1983 fu inviato a Roma per studiare teologia spirituale alla Pontificia università "San Tommaso d'Aquino". Nel 1985 conseguì la licenza e nel 1987 il dottorato. Tornato in patria fu vicario parrocchiale della parrocchia di Ganjuran a Yogyakarta dal 1987 al 1988; vicario parrocchiale della parrocchia Santa Maria Assunta a Klaten dal 1988 al 1989; direttore dell'anno propedeutico a Semarang dal 1990 al 1997, rettore del seminario maggiore "San Paolo" a Yogyakarta dal 1997 al 1998 e vicario generale dell'arcidiocesi dal 1998 al 2008.

### Ministero episcopale
Il 17 maggio 2008 papa Benedetto XVI lo nominò vescovo di Bandung. Ricevette l'ordinazione episcopale il 16 luglio successivo dal cardinale Julius Riyadi Darmaatmadja, arcivescovo metropolita di Giacarta, coconsacranti l'arcivescovo Leopoldo Girelli, nunzio apostolico in Indonesia e Timor Est, e l'arcivescovo metropolita di Semarang Ignatius Suharyo Hardjoatmodjo.
Il 20 giugno 2009 il papa lo nominò membro del Pontificio consiglio per il dialogo interreligioso.
Il 12 novembre 2010 papa Benedetto XVI lo nominò arcivescovo metropolita di Semarang. Prese possesso dell'arcidiocesi il 7 gennaio successivo.
Nell'ottobre del 2011 compì la visita ad limina.
Negli ultimi anni della sua vita soffrì di un cancro ai polmoni al quarto stadio con metastasi renali e quindi fu ricoverato spesso in ospedale. Nonostante la malattia continuò a servire l'arcidiocesi  e a partecipare a vari eventi. A metà settembre del 2015 suonò con il sassofono la canzone Indonesia Pusaka all'Auditorium RRI di Semarang durante l'anniversario di Lindu Aji. All'evento parteciparono anche il leader musulmano Ahmad Mustofa Bisri e l'imprenditore Irwan Hidayat.
Dopo circa un anno e mezzo di trattamento per la sua malattia, a settembre del 2015 monsignor Pujasumarta fu ricoverato all'ospedale "Santa Elisabetta" di Semarang in terapia intensiva. Un confratello di monsignor Pujasumarta disse che "non voleva essere curato in terapia intensiva e si era rifiutato di farsi curare all'estero. Desiderava morire come il suo popolo". Il 15 ottobre il cardinale Julius Riyadi Darmaatmadja lo visitò in ospedale e gli amministrò il sacramento dell'unzione degli infermi.
Dopo circa due mesi di ricovero, morì alle 23.35 di martedì 10 novembre 2015 all'età di 65 anni. Alle 5.30 del 12 novembre 2015 si tenne una prima celebrazione eucaristica in suo suffragio alla quale parteciparono migliaia di cattolici. Alle 8 dello stesso giorno la salma lasciò l'ospedale. Il governatore della provincia di Giava Centrale Ganjar Pranowo disse che non solo lo considerava "nonno e padre", ma anche "un compagno nella lotta per la costruzione di una cooperazione e apertura reciproca verso una vera fratellanza". Quando la salma giunse a Yogyakarta, tutte le persone presenti cantarono la canzone "Ndherek Dewi Maria", accompagnati da una danza sufi di Kiai Budi Hardjana, custode del collegio islamico Al Islah Meteseh di Tembalang. Le esequie si tennero il 13 novembre. Al termine del rito fu sepolto nel cimitero dei sacerdoti nel complesso del seminario maggiore "San Paolo" di Yogyakarta.

## Genealogia episcopale
La genealogia episcopale è:
- Cardinale Scipione Rebiba
- Cardinale Giulio Antonio Santori
- Cardinale Girolamo Bernerio, O.P.
- Arcivescovo Galeazzo Sanvitale
- Cardinale Ludovico Ludovisi
- Cardinale Luigi Caetani
- Cardinale Ulderico Carpegna
- Cardinale Paluzzo Paluzzi Altieri degli Albertoni
- Papa Benedetto XIII
- Papa Benedetto XIV
- Papa Clemente XIII
- Cardinale Bernardino Giraud
- Cardinale Alessandro Mattei
- Cardinale Pietro Francesco Galleffi
- Cardinale Giacomo Filippo Fransoni
- Cardinale Carlo Sacconi
- Cardinale Edward Henry Howard
- Cardinale Mariano Rampolla del Tindaro
- Cardinale Rafael Merry del Val
- Cardinale Raffaele Scapinelli di Leguigno
- Cardinale Friedrich Gustav Piffl
- Vescovo Michael Memelauer
- Cardinale Franz König
- Arcivescovo Ottavio De Liva
- Cardinale Justinus Darmojuwono
- Cardinale Julius Riyadi Darmaatmadja, S.I.
- Arcivescovo Johannes Maria Trilaksyanta Pujasumarta